# فاديم كلاس
فاديم كلاس هو لاعب كرة قدم روسي، ولد في 4 يوليو 1979. لعب مع FC Sever Murmansk ‏.

## وصلات خارجية
- فاديم كلاس على موقع Soccerway.com (الإنجليزية)